# 인민봉사총국
인민봉사총국(人民奉仕總局)은 조선민주주의인민공화국 내각 중앙 행정기관이다. 복지 사무 및 평양시 및 각 특급시 식당 운영 관련 업무를 관장한다. 1998년 9월 내각 직속 기관으로 설립되었다.

## 연혁
- 인민봉사위원회 설치
- 1998년 9월 인민봉사총국 설치

## 조직
- 대외봉사국
- 인민봉사지도국
  - 지역 인민봉사총국
- 감찰위원회

## 역대 총국장

### 역대 인민봉사총국장
- 고병섭 ~ 2010년

- 박명선 2011년 11월 ~ 2013년 10월, 조선력도협회 위원장으로 전출
- 김미옥 2013년 10월 ~ 2014년
- 최영남 2014년 ~

### 역대 부총국장
- 전춘식 2011년 ~

## 같이 보기
- 인민봉사위원회